# 無政府共産主義者同盟
無政府共産主義者同盟（）は、アナキスト革命連合の流れを引くアナキスト組織。機関誌『無政府主義』。
1969年に大阪で結成されたアナキスト革命連合(ARF)が大阪芸術大学封鎖闘争で武装部隊が壊滅し、続く十・二一闘争をめぐる総括において分裂し、事実上崩壊した後に結成。
1970年の反安保闘争以降も東京にいた元アナキスト革命連合のメンバーの根来弘と千坂恭二が、アナキスト社会革命戦線の東京における連合組織として結成した在東京の関西系アナキスト組織。アナキスト革命連合の一分派として登場したアナキスト社会革命戦線とARFの再建を志向するが路線が合わず分解。
古巣のアナキスト革命連合のアナキスト・ブント（黒色ブント）としての志向を継承した。
1970年6月14日の反安保闘争での国会前でのデモンストレーションでは、約400名からなるアナキスト諸組織の合同部隊を指揮。
当時はまだアメリカの統治下にあった沖縄諸島の解放のみならず、ソ連の支配下にあった千島列島のコミューン的解放をも強く主張した。